# Château de Reichersbeuern
Le château de Reichersbeuern ou château de Sigriz (Schloß Sigriz) est un château situé en Haute-Bavière dans le village de Reichersbeuern.

## Histoire
La famille Richer fit l'acquisition d'une seigneurie appartenant à l'abbaye de Tegernsee au début du Moyen Âge, appelée Puron ou Piura. Cette famille prit le nom de Richerspiuren par la suite. Elle fit construire un château-fort en 920 pour se préserver des invasions magyares. Ce château entouré de douves, comme tout Wasserburg de l'époque, s'appela par déformation Reichersbeuern au fil des siècles. Le village alentour devint un marché d'importance avec droit de compétence en 1384. Jacob Tränzl zu Trazberg, qui s'était enrichi grâce aux mines d'argent de la vallée de l'Inn et qui était prêteur à la Cour de l'empereur Maximilien Ier, en fit l'acquisition en 1520. Il le transforma en château de style Renaissance. Celui-ci devint une résidence agréable avec des œuvres d'art et des sculptures de bois d'Erasmus Grasser et G. Bockschütz.
Par la suite Christoph II von Pienzenau doubla le domaine. Sachsenkam devint un marché villageois et une paroisse d'importance. Sa sœur Anna von Pienzenau-Closen y fit construire une chapelle d'après Notre-Dame de Lorette à Ancône en 1606. Son époux italien, Giacomo Papafaba, comte de Carrare et échanson du duc de Bavière, avait voulu la tuer et avait dû prendre la fuite en Italie.

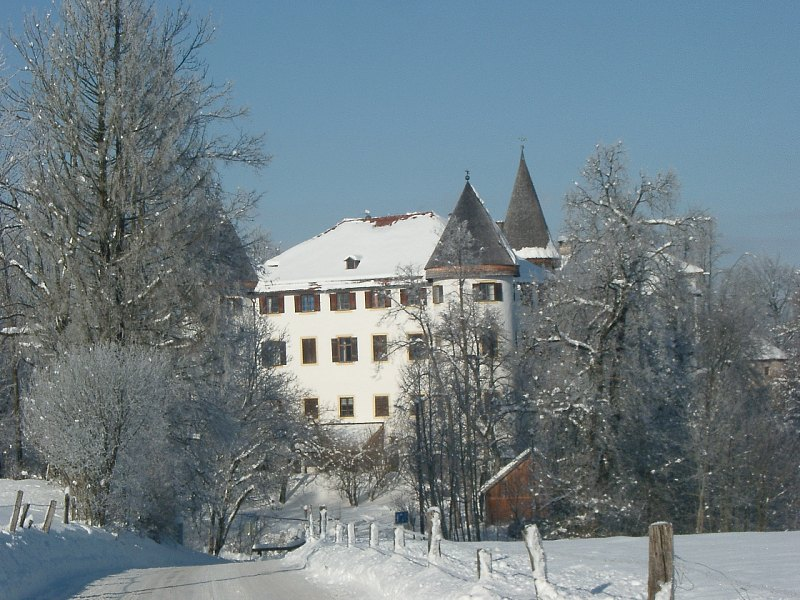
Le château de Reichersbeuern en hiver

Le château subit quelques dommages de la part des Suédois pendant la guerre de Trente Ans. Il appartenait alors à la famille von Preysing qui le restaura et arrangea en style baroque sa partie nord en 1700. La famille von Sigriz achète le domaine en 1829 et modernise le château. À l'époque du Troisième Reich, le domaine doit abriter entre 1934 et 1937, 350 hommes de la Légion autrichienne en stationnement, comme châtiment à l'égard du propriétaire qui avait critiqué le régime national-socialiste. L'année suivante, en mai 1938, Max Rill, éducateur humaniste renommé, installe une école de jeunes filles dans la majeure partie du château. L'accent est mis sur les humanités, l'éducation musicale et les sciences. Cette école subsiste toujours. Elle s'appelle la Max-Rill-Schule avec un Gymnasium réputé. Les élèves y sont internes ou externes.